# Issondje I
Issondje I est un village de la commune de Massock-Songloulou; située dans le département de la Sanaga-Maritime et la région du Littoral au Cameroun. Il est situé sur la route qui mène vers Nyéé ou Yoï, à 24 km de Yoï.

## Population
En 1967, Issondje I comptait 67 habitants, principalement Bassa.
Lors du recensement de 2005, 17 personnes y ont été dénombrées.